# MyHeritage
MyHeritage («Моё наследие») — семейно-ориентированная социальная сеть и генеалогический сайт, который позволяет зарегистрированным участникам создавать собственные семейные веб-сайты, обмениваться фотографиями и видео, организовывать семейные праздники, создавать родовые древа и искать предков, производить генеалогические ДНК-тесты. 
«Моё наследие» (MyHeritage) насчитывает более 71 000 000 пользователей и является одним из крупнейших сайтов в области социальных сетей и генеалогии.
MyHeritage была генеральным спонсором Евровидения в Израиле.
31 декабря 2024 года компания сообщила пользователям из России об удалении всех данных с 1 февраля 2025 года и предложила скачать все данные.

### Возможности и недостатки сайта
Возможности
- Составление семейных древ различного вида и оформления
- Печать семейных древ
- Печать отчётов
- Ведение статистики
- Приглашение на сайт родственников
- Редактирование не только при помощи программы, но и при помощи сайта
- Связывание собственных семейных древ с другими семейными древами сайта
- Составление родословной по Дезоксирибонуклеиновой кислоте (ДНК)

Недостатки
- Мало возможностей поиска в бесплатной версии
- Небольшие базы данных (газеты, метрики, акты переписи и так далее) по России и странам бывшего Союза ССР, то есть предназначен пока для западного пользователя
- Дорогая подписка
- Слабая техническая поддержка, особенно для тех, у кого бесплатная версия

## Варианты версий
|                        | Бесплатная версия                  | Premium версия                     | PremiumPlus версия                 | Полная версия                      |
| Цена в год             | бесплатно                          | 89$                                | 139$                               | 199$                               |
| ---------------------- | ---------------------------------- | ---------------------------------- | ---------------------------------- | ---------------------------------- |
| Размер семейного сайта | до 250 человек                     | до 2500 человек                    | неограниченно                      | неограниченно                      |
| Family Tree Builder    | Простая версия Family Tree Builder | Премиум версия Family Tree Builder | Премиум версия Family Tree Builder | Премиум версия Family Tree Builder |
| Smart Matches™         | -                                  | есть                               | есть                               | есть                               |
| Поиск деревьев         | -                                  | -                                  | есть                               | есть                               |
| Instant Discoveries™   | -                                  | -                                  | есть                               | есть                               |
| SuperSearch™           | -                                  | -                                  | -                                  | есть                               |
| Record Matches         | -                                  | -                                  | -                                  | есть                               |
| Record Detective™      | -                                  | -                                  | -                                  | есть                               |

## Приложения
MyHeritage App — мобильное приложение для просмотра и редактирования своего семейного древа.
Family Tree Builder — популярная программа для исследования семейной истории с бесплатными обновлениями. Версия премиум содержит расширенные опции.
Smart Matches™ — инструмент автоматического поиска для семейного древа совпадений с профилями в других семейных древах по всему миру.
Поиск деревьев — обеспечивает доступ к миллионам профилей семейных древ.
Instant Discoveries™ — позволяет добавлять к своему семейному древу всего одним кликом целые ветви из общей огромной коллекции профилей из семейных древ и исторических архивных документов.
SuperSearch™ — инструмент поиска в более чем 12 миллиардов исторических архивных документов и профилей семейных древ. Этот архив содержит записи о рождении, браке и смерти из 48 стран и самый большой в мире исторический архив газет.
Record Matches — инструмент автоматического поиска соответствий во множестве исторических документов, помогающий получить новые сведения о людях в семейном дереве, расширить и пополнить свое семейное дерево и сохранить оцифрованные оригиналы документов.
Record Detective™ — инструмент автоматического расширения документальных архивов от одной исторической записи до других похожих записей и родственных связей.
Хронология — позволяет создать альбом с хронологией семьи или человека со всеми событиями и фотографиями.
Книга жизни — хронологический обзор датированных фотографий человека и его семьи.

### Генетическая генеалогия
MyHeritage DNA — это служба генетического тестирования, запущенная в 7 ноября 2016 года. Результаты ДНК получаются от домашних тестовых наборов, позволяющих пользователям использовать щёчные мазки для сбора образцов. Результаты обеспечивают сопоставление ДНК и делают оценку этнической принадлежности. В 2018 году компания предложила 5000 таких наборов в рамках инициативы по воссоединению семей мигрантов, разделённых на границе США и Мексики. Компания также предложила 15 000 наборов ДНК в рамках бесплатной инициативы под названием DNA Quest, которая связывала усыновлённых с биологическими родителями.